# Майк Бейлі
Майк Бейлі (англ. Mike Bailey; 6 квітня 1988, Бристоль, Велика Британія) — британський актор, відомий тим, що зіграв роль Сіда в серіалі «Скінс»

## Кар'єра
Кар'єру актор почав у 2007 році, знявшись у молодіжному телесеріалі «Скінс» в ролі Сіда, зневіреного втратою невинності юнака. У фіналі 1-го сезону Бейлі і Ніколас Голт дуетом заспівали пісню Кета Стівенса «Wild World».
Бейлі, як і більшість акторів перших двох сезонів, не повернувся в 3 сезоні. У 2009 році у актор знявся у двосерійному історичному бойовику «1066» у ролі Тофі. Фільм розповідає про одну з найвідоміших дат в англійській історії — 14 жовтня 1066 у битві при Гастінгсі.

## Фільмографія
- 2007-2008 — «Скінс» /Skins-Сід
- 2009 — «1066» /1066: The Battle for Middle Earth — Тофі